# Meilly-sur-Rouvres
Meilly-sur-Rouvres là một xã ở tỉnh Côte-d’Or trong vùng Bourgogne, phía đông nước Pháp. Khu vực này có độ cao trung bình 430 mét trên mực nước biển.